# Europese kampioenschappen kyokushin karate 2005 (IKO)
De Europese kampioenschappen kyokushin karate 2005 waren door de International Karate Organization (IKO) georganiseerde kampioenschappen voor kyokushinkai karateka's. De 18e editie van de Europese kampioenschappen vond plaats in het Bulgaarse Varna.

## Resultaten
| Gewichtsklasse | Goud              | Zilver              | Brons                             |
| Heren          | Heren             | Heren               | Heren                             |
| -------------- | ----------------- | ------------------- | --------------------------------- |
| -70kg          | Dmitry Kuteka     | Piotr Moczydlowski  | Stilian Petrov Piotr Sawicki      |
| -80kg          | Lucian Gogonel    | Javier Lezcano      | Mikhail Tretyakov Nicolae Stoian  |
| -90kg          | Goderzi Kapanadze | Krzysztof Habraszka | Alejandro Navarro Eduard Wallmen  |
| +90kg          | Artur Oganasian   | Jan Sokup           | Artem Pukas Rudolf Conquet        |
| Dames          |                   |                     |                                   |
| -55kg          | Ewa Pawlikowska   | Paulina Pawlusek    | Cinthia Graci Ivelina Banusheva   |
| -65kg          | Magdalene Wojcik  | Stanimira Dineva    | Anastasia Khripunova Anna Jasinka |
| +65kg          | Agnieszka Sypien  | Lyubov Konysheva    | Danaila Tcherneva Nadezda Petrova |